# Dimetilglioximă
Dimetilglioxima (abreviată dmgH2 pentru forma neutră și Hdmg pentru forma anionică) este un compus chimic cu formula CH3-C(NOH)C(NOH)-CH3. Este un solid incolor, derivatul de tip dioximă al dicetonei numită 2,3-butandionă (numită și diacetil). Dimetilglioxima este folosită ca reactiv pentru identificarea ionilor de nichel și paladiu, cu a căror ioni formează compuși chelați.

## Obținere
Dimetilglioxima poate fi preparată plecând de la butanonă, care este tratată cu azotit de etil (nitritoetan), iar apoi cu monosulfat de hidroxilamină:

## Analiza nichelului
În chimia analitică, dimetilglioxima este folosită ca și agent de chelare în analiza gravimetrică a nichelului. Cu ionii de Ni2+, Hdmg formează un complex chelat cu o culoare caracteristică (roșu-zmeuriu), numit Ni(dmgH)2:
|  |  |  |
Utilizarea Hdmg ca și reactiv pentru recunoașterea nichelului a fost descoperită de Lev Aleksandrovici Ciugaev în 1905.